# Lopeanka, Rojneativ
Lopeanka (în ucraineană Лоп`янка) este o comună în raionul Rojneativ, regiunea Ivano-Frankivsk, Ucraina, formată numai din satul de reședință.

## Demografie
Componența lingvistică a comunei Lopeanka
     Ucraineană (99,84%)
     Alte limbi (0,11%)
Conform recensământului din 2001, majoritatea populației comunei Lopeanka era vorbitoare de ucraineană (99,84%), existând în minoritate și vorbitori de alte limbi.